# Огней (разъезд)
Огне́й (Агней) — разъезд Северобайкальского региона Восточно-Сибирской железной дороги на Байкало-Амурской магистрали (1210 километр).
Находится на правом берегу реки Анамакит (правый приток Верхней Ангары), в 5 км к северу от её устья, и в 4 км восточнее реки Агней (правый приток Верхней Ангары), в Северо-Байкальском районе Республики Бурятия.

## Пригородное сообщение по станции
| № поезда | Маршрут движения                  | № поезда | Маршрут движения                  |
| -------- | --------------------------------- | -------- | --------------------------------- |
| 6375     | Кюхельбекерская — Северобайкальск | 6376     | Северобайкальск — Кюхельбекерская |
| 6371     | Новый Уоян — Северобайкальск      | 6372     | Северобайкальск — Новый Уоян      |